# Fung Loi Leung Yuen
Fung Loi Leung Yuen (IPA: [ fʊŋ lɔːi lɔŋ jyːn]) is een daoïstische tempel gewijd aan Lü Dongbin. De tempel staat in het zuiden van Tai Po District, Hongkong. Hij werd in de jaren zestig van de twintigste eeuw gebouwd. De stichter is Yi Koo (二姑). Zij had eerst een tempel in Shum Shui Po. Een andere naam van de tempel is Fung Wong Shan (鳳凰山).
Op het hoofdaltaar staat een portret van Lü Dongbin dat in 1954 gemaakt is. De hoofdhal heeft twee verdiepingen. Op de begane grond worden Lü Dongbin en Guan Yu vereerd en boven wordt de Lung Funghal genoemd waar beelden van de Jadekeizer, Guanyin en Longmu op het altaar staan. In de voorhal zijn er schilderingen van Guanyin en de Acht Onsterfelijken. Op de verjaardag van de Jadekeizer (9e dag van de eerste maan in de Chinese kalender) en Lü Dongbin (14e dag van de vierde maan in de Chinese kalender) worden jaarlijks grote festiviteiten, offerandes en erediensten gehouden. De tempel wordt dan druk bezocht door gelovigen.